# 尼科拉斯德皮埃羅拉區
尼科拉斯德皮埃羅拉區（西班牙語：Distrito de Nicolás de Piérola），是秘魯的一個區，位於該國南部阿雷基帕大區的卡馬納省，始建於1944年11月3日，面積391.84平方公里，海拔高度15米，2005年人口6,508，人口密度每平方公里17人。